# Vokzal'na (metropolitana di Kiev)
Vokzal'na (in ucraino Вокзальна?, ) è una stazione della linea Svjatošyns'ko-Brovars'ka, la linea 1 della metropolitana di Kiev.

## Storia
La fermata fu aperta insieme alle prime stazioni della rete il 6 novembre 1960, e prende il nome dalla stazione centrale di Kiev, Vokzal (in ucraino Вокзал?).
Decorativamente, la stazione ricorda le fermate degli anni cinquanta della metropolitana di Mosca, in particolare VDNCh. Per giustificare il nome di una grande stazione ferroviaria e quindi una porta aperta verso la rete e verso Kiev, gli architetti (V. Ježov, E. Katonyn, V. Skyharjev, I. Šemsedinov, A. Dobrovol's'kyj e I. Maslenkov) applicarono un design a tre arcate sostenute da pilastri in marmo bianco e con piastrelle in ceramica bianca sulle pareti. L'illuminazione proviene da lampadari quadrati sospesi dall'apice della volta; i pilastri sono decorati con medaglioni bronzei che ritraggono vari episodi della storia ucraina e sovietica (artista O. Mizin). Alla fine della stazione vi è una guglia in bronzo che sosteneva una grande immagine di Lenin.
L'ingresso rotondo della stazione è parte di una struttura più ampia che contiene le banchine utilizzati dai treni pendolati. Il 16 agosto 2006 il Comitato di Costruzione di Kiev ha approvato i progetti per l'apertura di una seconda uscita, da realizzare al lato opposto della stazione ferroviaria. La stazione servirà anche come futuro punto di interscambio con la linea Podils'ko-Voskresens'ka, e Vokzal'na II aprirà, secondo i progetti, nel 2015.